# Mostîșce, Kaluș
Mostîșce (în ucraineană Мостище) este o comună în raionul Kaluș, regiunea Ivano-Frankivsk, Ucraina, formată numai din satul de reședință.

## Demografie
Componența lingvistică a comunei Mostîșce
     Ucraineană (99,51%)
     Alte limbi (0,38%)
Conform recensământului din 2001, majoritatea populației comunei Mostîșce era vorbitoare de ucraineană (99,51%), existând în minoritate și vorbitori de alte limbi.